# Eisenheim
Eisenheim är en köping (Markt) i Landkreis Würzburg i Regierungsbezirk Unterfranken i förbundslandet Bayern i Tyskland. 
Köpingen bildades 1 maj 1978 genom en sammanslagning av köpingen Obereisenheim och kommunen Untereisenheim.
Köpingen ingår i kommunalförbundet Estenfeld tillsammans med kommunerna Estenfeld och Prosselsheim.